# August von Pelzeln
August von Pelzeln (1825 – 2 settembre 1891) è stato un ornitologo austriaco.

## Opere
- Beiträge zur Ornithologie Südafrikas Wien (1882) coautore: E. Umschlagtitel von Holub